# Liiva (stacja kolejowa)
Liiva – stacja kolejowa w miejscowości Tallinn, w prowincji Harjumaa, w Estonii. Położona jest na linii Tallinn - Parnawa/Viljandi. 